# Haflinger
O Haflinger ou Avelignese, é uma raça de cavalos desenvolvida na Áustria e norte da Itália (região do Südtirol) durante o século XIX. Os cavalos Haflinger são relativamente pequenos (a sua altura pode variar entre 137 cm e os 152 cm), são sempre de cor caramelo, tendo um distintivo galope enérgico, porém, suave, são musculosos e elegantes. A raça tem ancestralidade na Idade Média.

## Referencias
- Bongianni, Maurizio (editor) (1988). Simon & Schuster's Guide to Horses and Ponies. New York, NY: Simon & Schuster, Inc. ISBN 0-671-66068-3
- Damerow, Gail and Rice, Alina (2008). Draft Horses and Mules: Harnessing Equine Power for Farm & Show. [S.l.]: Storey Publishing. ISBN 1-60342-081-9
- Deverill, Helen (1996). The Haflinger. Col: Allen Breed Series. London: J. A. Allen. ISBN 0-85131-644-1
- Dutson, Judith (2005). Storey's Illustrated Guide to 96 Horse Breeds of North America. [S.l.]: Storey Publishing. ISBN 1-58017-613-5
- Edwards, Elwyn Hartley (1994). The Encyclopedia of the Horse 1st American ed. New York, NY: Dorling Kindersley. ISBN 1-56458-614-6
- Hayes, Capt. M. Horace, FRCVS (1976) [1969]. Points of the Horse 7th Revised ed. New York, NY: Arco Publishing Company, Inc. ASIN B000UEYZHA
- Hendricks, Bonnie (2007). International Encyclopedia of Horse Breeds. Norman, OK: University of Oklahoma Press. ISBN 978-0-8061-3884-8
- Schweisgut, Otto (translated by Kira Medlin-Henschel) (1988). Haflinger Horses: Origins, Breeding and care and Worldwide Distribution English ed. Munich: BLV Verlagsgesellschaft. ISBN 3-405-13593-1